# Nationalpark Hamburgisches Wattenmeer

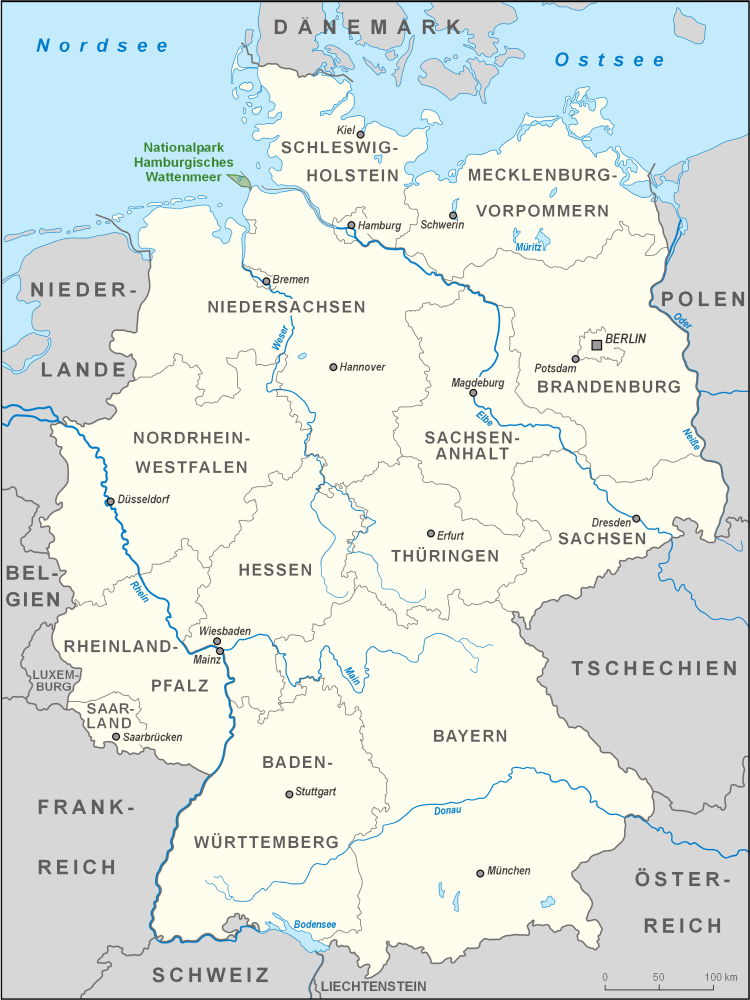
Nationalparkens läge i Tyskland

Nationalpark Hamburgisches Wattenmeer är en nationalpark i nordvästra Tyskland vid utflödet av floden Elbe i Nordsjön. Området är en exklav som omsluts av Nationalpark Niedersächsisches Wattenmeer. Förvaltningsmässigt ligger det i stadsdelen Neuwerk och är en del av Hamburg, men befinner sig cirka 10 mil nordväst om staden. Till nationalparken hör öarna Neuwerk, Scharhörn och Nigehörn.

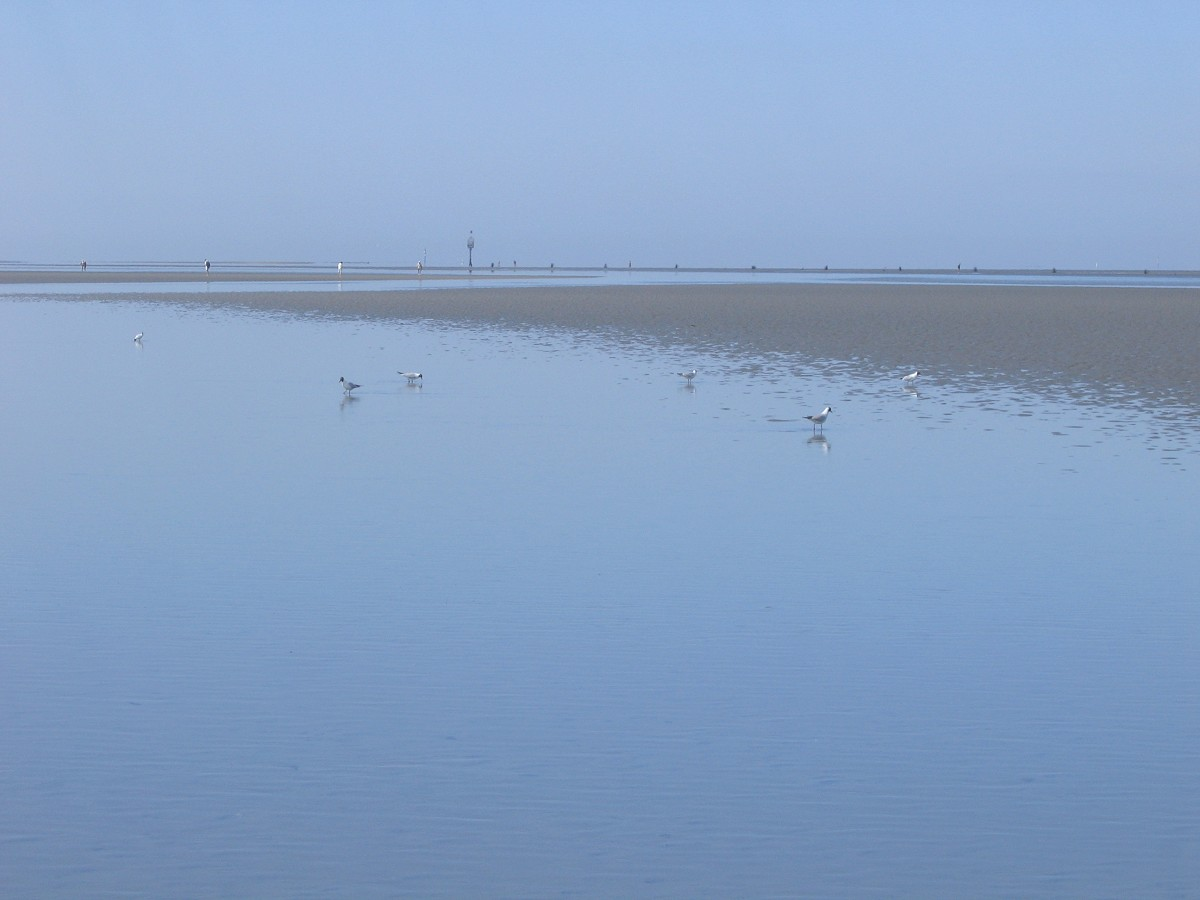
Hamburgisches Wattenmeer

Nationalparken inrättades den 9 april 1990 och utvidgades den 5 april 2001. Den täcker en yta av 13 750 hektar i vadehavet. Vandringar vid ebb och transporter med hästvagn är bara tillåten på markerade vägar.
I nationalparken lever cirka 2000 djurarter, däribland 250 som är specialiserade på ängar som kontinuerlig översvämmas av saltvatten. Till de största arterna räknas gråsäl och knubbsäl. Många flyttfåglar tar en paus i nationalparken och andra fåglar stannar här för ruggning.
Sedan 1992 är nationalparken även biosfärområde och på så sätt en del av Unescos naturskyddsprogram.